# 辺見庸
辺見 庸（へんみ よう、本名：辺見 秀逸、1944年（昭和19年）、9月27日 - ）は、日本の小説家、ジャーナリスト、詩人。元共同通信社記者。1991年、『文學界』（文藝春秋）1991年5月号「自動起床装置」で第105回芥川賞受賞。『もの食う人びと』（1994年）などのルポルタージュでも異彩を放つ。ほかに『赤い橋の下のぬるい水』（1992年）、『水の透視画法』（2011年）など。

## 略歴
宮城県石巻市南浜町出身。宮城県石巻高等学校を経て、早稲田大学第二文学部社会専修卒業。共同通信社に入社し、外信部のエース記者として知られた。北京、ハノイ特派員などを務め、北京特派員時代の1979年（昭和54年）には福原亨一と共に『近代化を進める中国に関する報道』により日本新聞協会賞を受賞（共同受賞）。1987年（昭和62年）、2度目となる北京特派員を務めた際、胡耀邦総書記辞任に関連した中国共産党の機密文書をスクープし、中国当局から国外退去処分を受けた。
外信部次長を務めていた1991年（平成3年）、職場での経験に着想を得た小説『自動起床装置』を発表、第105回芥川賞を受賞した。また1994年（平成6年）には、社会の最底辺の貧困にあえぐ人たちや、原発事故で放射能汚染された村に留まる人たちなど、極限の「生」における「食」を扱った『もの食う人びと』で、第16回講談社ノンフィクション賞を受賞。この作品は、小中学生向けに教育マンガ化され、学校図書館にも配架されている。1995年（平成7年）、地下鉄サリン事件に遭遇。1996年（平成8年）に共同通信社を退社、本格的な執筆活動に入った。
『もの食う人びと』（1994年、共同通信社）では、世界各地で危険な旅を繰りかえすが、ストーリー性を追求したものの、まとまらず苦労する。また、交通事情が悪い場所への旅が多く、交通事故の危険にさらされたり、ダッカからチッタゴンへ行く列車では、連結器が切れ、畑に約半日間取り残されたり、択捉では、宿舎から空港までジープで数時間がかりで移動するが、道がないため海岸線の砂浜や雪の中を走行したため、ジープは故障し、ようやく空港へ到着したものの飛行機が飛ばず、一週間ほど通い詰めるが結局は賄賂をし払い軍用機に便乗する経験などをする。
21世紀には「右傾化に対する抵抗」などをテーマに活発な論陣を張っている。2004年（平成16年）には講演中に脳出血で倒れ、2005年（平成17年）には大腸癌にも冒されたことを公表したが、2006年（平成18年）に『自分自身への審問』を復帰作として上梓するなど、精力的な執筆活動を続けている。2011年（平成23年）、詩集『生首』で第16回中原中也賞受賞。2012年（平成24年）、詩集『眼の海』で第42回高見順賞受賞。2016年（平成28年）、『増補版 1★9★3★7』で第3回城山三郎賞受賞。
東日本大震災で大きな被害を受けた石巻市出身（両親も）ではあるが、あふれた「耳障りのいいことばだけがもてはやされ、不謹慎と非難されそうな言葉は排除される」言説に強い違和感を覚え、当初口を閉ざした。それを破ったのは「語ってはいけないものを語ること」を意識した「フィズィマリウラ」の詩（『眼の海』所収）で、辺見は「悲劇にあって人を救うのはうわべの優しさではない。悲劇の本質にみあう、深みを持つ言葉だけだ。それを今も探している」と語った。

## 受賞歴
- 1979年（昭和54年） - 日本新聞協会賞(『近代化を進める中国に関する報道』)
- 1991年（平成3年） - 第105回芥川賞(『自動起床装置』)
- 1994年（平成6年） - 第16回講談社ノンフィクション賞(『もの食う人びと』)
- 2011年（平成23年） - 第16回中原中也賞(詩集『生首』)
- 2012年（平成24年） - 第42回高見順賞(詩集『眼の海』)
- 2016年（平成28年） - 第3回城山三郎賞(『増補版 1★9★3★7』)

## 著書

### 評論・ノンフィクション他
- 『ナイト・トレイン異境行』文藝春秋 1991　  『ハノイ挽歌』文庫
- 『もの食う人びと』（共同通信社 1994年、のち角川文庫1997年）(講談社ノンフィクション賞)
- 『反逆する風景』（講談社1995年）のち文庫、鉄筆文庫
- 『不安の世紀から』角川書店　1997　のち文庫
- 『屈せざる者たち』朝日新聞社 1996　のち角川文庫
- 『眼の探索』朝日新聞社　1998　のち角川文庫
- 『新屈せざる者たち』朝日新聞社　1998　のち角川文庫
- 『独航記』角川書店　1999　のち文庫
- 『単独発言　99年の反動からアフガン報復戦争まで』角川書店 2001年）のち文庫
- 『永遠の不服従のために』毎日新聞社 2002　のち講談社文庫
- 『いま、抗暴のときに』毎日新聞社 2003　のち講談社文庫
- 『抵抗論　国家からの自由へ』毎日新聞社 2004年 のち講談社文庫（2005）
- 『自分自身への審問』毎日新聞社、2006　のち角川文庫(2009）
- 『いまここに在ることの恥』毎日新聞社　2006　のち角川文庫(2010）
- 『記憶と沈黙　辺見庸コレクション1』毎日新聞社、2007
- 『たんば色の覚書　私たちの日常』毎日新聞社　2007年 のち角川文庫(2011）
- 『言葉と死　辺見庸コレクション2』毎日新聞社、2007
- 『愛と痛み―死刑をめぐって』毎日新聞社　2008年
- 『しのびよる破局　生体の悲鳴が聞こえるか』（大月書店 2009年）のち角川文庫（2010）
- 『私とマリオ・ジャコメッリ〈生〉と〈死〉のあわいを見つめて』日本放送出版協会 2009
- 『美と破局　辺見庸コレクション3』毎日新聞社、2009
- 『瓦礫の中から言葉を－わたしの〈死者〉へ』NHK出版新書　2012
- 『明日なき今日 眩く視界のなかで』毎日新聞社 2012
- 『死と滅亡のパンセ』毎日新聞社 2012
- 『いま語りえぬことのために 死刑と新しいファシズム』毎日新聞社 2013
- 『辺見庸コレクション4　国家、人間あるいは狂気についてのノート』毎日新聞社 2013
- 『もう戦争がはじまっている』河出書房新社 2015
- 『1★9★3★7(イクミナ) 』金曜日 2015

### 小説
- 『自動起床装置』文藝春秋　1991　のち文庫、新風舎文庫（芥川賞）
- 『傷んだハートにこんなスチュウを』世界文化社 1992
- 『赤い橋の下のぬるい水』文藝春秋 1992　のち文庫　:今村昌平監督で映画化（2001年11月3日公開）
- 『ゆで卵』角川書店 1995　のち文庫
- 『闇に学ぶ 辺見庸掌編小説集 黒版』角川書店 2004
- 『銀糸の記憶 辺見庸掌編小説集 白版』角川書店 2004
- 『水の透視画法』共同通信社　2011　のち集英社文庫
- 『青い花』角川書店 2013　のち岩波現代文庫
- 『霧の犬』鉄筆 2014
- 『月』KADOKAWA 2017　のち角川文庫　:石井裕也監督で映画化（2023年10月13日公開）

### 詩集
- 『生首　詩文集』毎日新聞社 2010 処女詩集（中原中也賞）
- 『眼の海』毎日新聞社　2011 （高見順賞）

### 共著
- 『夜と女と毛沢東』（吉本隆明対談）文藝春秋　1997　のち文庫、光文社文庫
- 『私たちはどのような時代に生きているのか』高橋哲哉共著 角川書店 2000
- 『反定義 新たな想像力へ』（坂本龍一共著 朝日新聞社、2002年）のち文庫
- 『新私たちはどのような時代に生きているのか 1999から2003へ』高橋哲哉共著 角川書店 2002
- 『絶望という抵抗』佐高信共著 金曜日 2014
- 『流砂のなかで』高橋哲哉共著 河出書房新社 2015